# Zentralschmieranlage

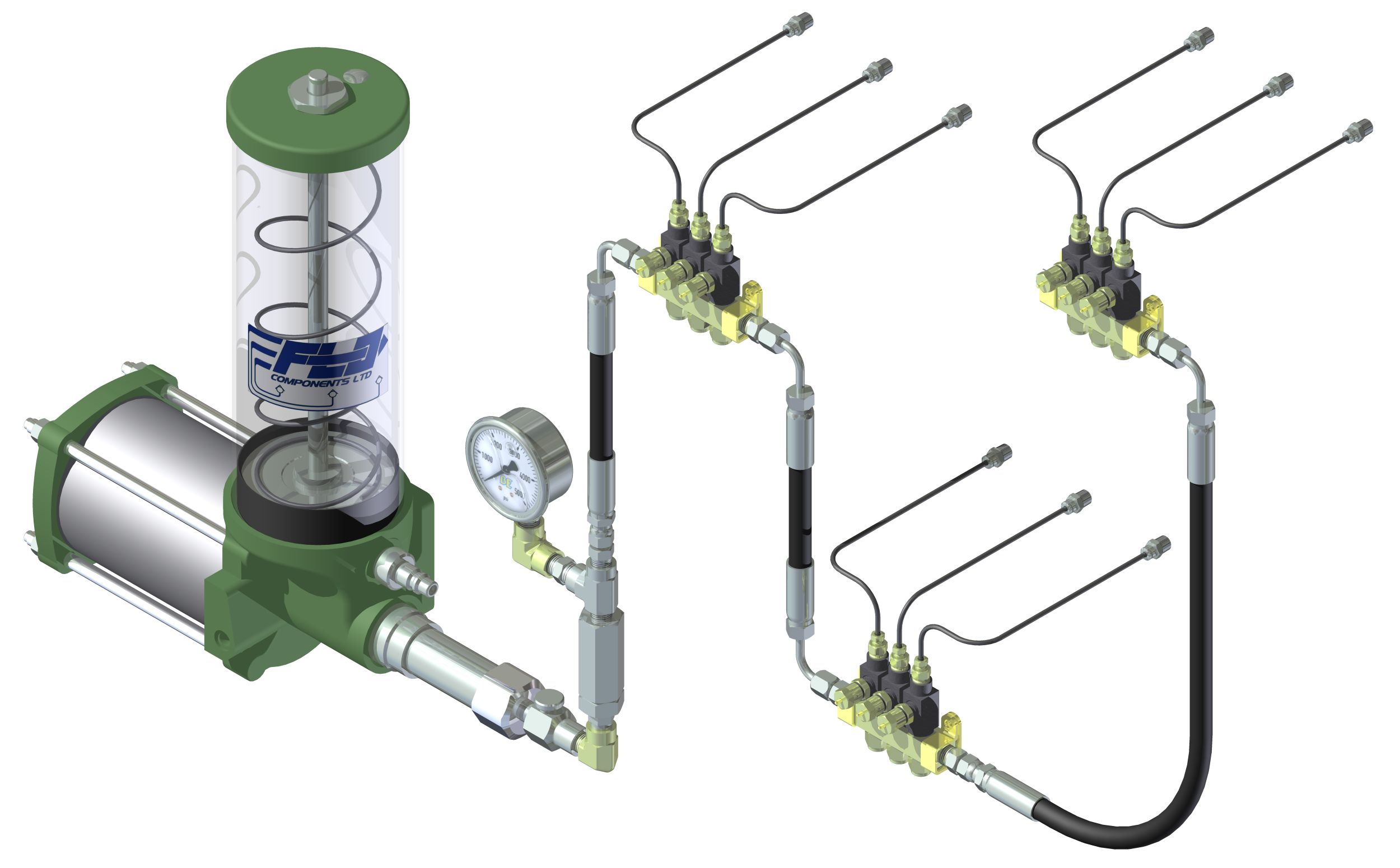
Einleitungs-Zentralschmierung

Eine Zentralschmieranlage ist eine Einrichtung zur Versorgung einer oder mehrerer Schmierstellen innerhalb einer technischen Anlage mit Schmierstoff. Dabei wird der Schmierstoff aus einem zentralen Reservoir gefördert, verteilt und dosiert und dann zur Schmierstelle gefördert.
Zentralschmieranlagen verringern den Wartungsaufwand, da die Schmierstellen nicht mehr manuell mit Schmierstoff versorgt werden müssen, sind dafür aber aufwändiger und teurer in der Auslegung und Anschaffung.
Je nach Anwendungsgebiet werden verschiedene Zentralschmiersysteme verwendet, die sich in ihrer Funktionsweise unterscheiden.

## Einteilung
Zentralschmieranlagen werden gemäß ihrer Funktionsweise verschiedenen Systemen zugeordnet.

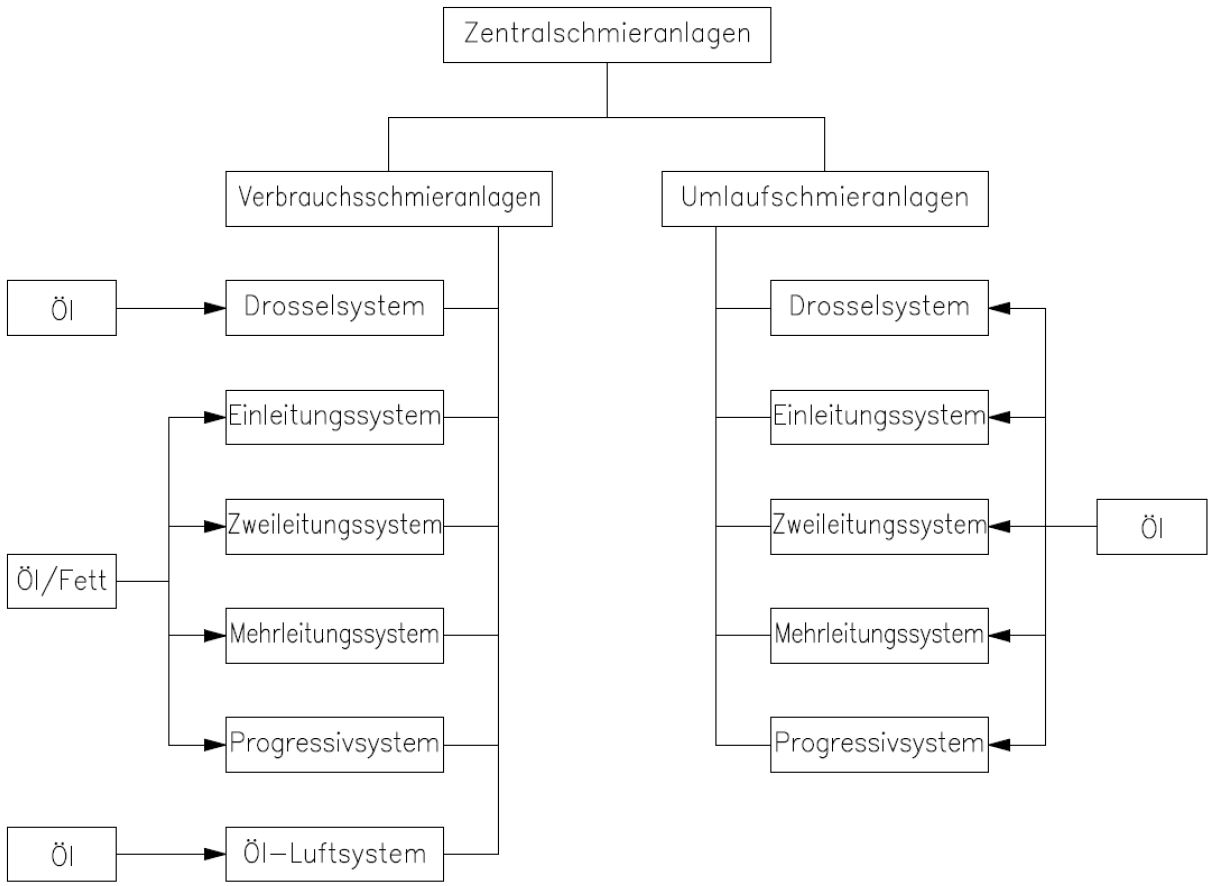
Einteilung von Zentralschmieranlagen

Es wird im ersten Schritt zwischen Verbrauchs- und Umlaufschmieranlagen unterschieden. Bei Verbrauchsschmieranlagen wird der Schmierstoff nach Aufbringen auf die Schmierstelle verbraucht und nicht mehr zurückgeführt. Dagegen befindet sich der Schmierstoff einer Umlaufschmieranlage in einem Kreislauf und wird nach seinem Einsatz an der Schmierstelle in das Reservoir zurückgeleitet, aufbereitet und wiederverwendet.
Die Verbrauchsschmieranlagen gliedern sich auf in das Drosselsystem, das Einleitungssystem, das Zweileitungssystem, das Mehrleitungssystem, das Progressivsystem und das Öl-Luft-System, das seit geraumer Zeit das Öl-Nebel-System ersetzt hat. Bis auf das Öl-Luft-System können all diese Zentralschmiersysteme auch als Umlaufschmieranlagen ausgeführt werden.
Bei Umlaufschmieranlagen kommt generell kein Fett als Schmiermittel zum Einsatz, da dieses nach Gebrauch seine Schmiereigenschaften verliert und nicht mehr aufbereitet werden kann.

### Das Einleitungssystem
Einleitungssysteme sind relativ einfache Varianten von Zentralschmieranlagen. Eine Schmierstoffpumpe fördert unter intermittierendem Druck Schmierstoff in die Hauptleitung. Die Druckbe- und -entlastung betätigt die Mechanik der Einleitungsverteiler, die den Schmierstoff dosieren und dann weiter an die Schmierstelle geben.

### Das Zweileitungssystem
Zweileitungssysteme bestehen aus nacheinander abgeschmierten Teilschmierkreisen. Eine Schmierstoffpumpe fördert nacheinander in zwei verschiedene Hauptleitungen, die diverse Zweileitungsverteiler speisen. Diese Verteiler dosieren den Schmierstoff und geben ihn an die Schmierstelle weiter.

### Das Mehrleitungssystem
Beim Mehrleitungssystem sind die Schmierstellen direkt mit einer Schmierstoffpumpe verbunden. Die Dosierung findet entweder durch eine Mechanik in der Pumpe statt oder durch eine zeitliche Steuerung dieser.

### Das Progressivsystem
Beim Progressivsystem arbeitet die Schmierstoffpumpe kontinuierlich und speist damit spezielle Progressivverteiler. Diese arbeiten zwangsgesteuert und dosieren den Schmierstoff. Von dem Verteiler können Leitungen direkt zu den Schmierstellen geführt werden, oder zu weiteren, untergeordneten Verteilern.

### Das Öl-Luft-System
Eine Öl-Pumpe fördert hier kleine Mengen an Öl in eine Leitung, in die Druckluft eingebracht wird. Diese Druckluft bewirkt die Ausbreitung des Öltropfens zu einem kontinuierlichen Ölstrom. Öl-Luft-Systeme kommen beispielsweise bei hochbelasteten Wälzlagern von schnelldrehenden Frässpindeln zum Einsatz, die mit konventionellen Zentralschmieranlagen überschmiert wären.

### Das Drosselsystem
Beim Drosselsystem wird die den Schmierstellen zugeführte Schmierstoffmenge nicht über Dosierungen eines Verteilers geregelt, sondern über Drosseln in der Schmierstoffleitung. Der Schmierstoffdurchfluss ist hier im Verhältnis zu den anderen Zentralschmiersystemen sehr viel höher, daher ist das Drosselsystem fast immer als Umlaufschmieranlage ausgeführt.

## Komponenten
- Schmierstoffreservoir
- Schmierstoffpumpe
- Leitungssystem
- Verteiler- und/oder Dosiereinheit
- Steuer- und Überwachungsgeräte
- Zubehör für Sonderfunktionen (z. B. Wärmetauscher zur Temperaturregelung einer technischen Anlage)